# Килийская городская община
Килийская городская общи́на (укр. Кілійська міська громада) — территориальная община в Измаильском районе Одесской области Украины.
Административный центр — город Килия.
Население составляет 34 029 человек. Площадь — 699,1 км².

## Населённые пункты
В состав общины входят один город и 10 сёл:
город:
- Килия

сёла:
- Василевка
- Лески
- Николаевка
- Новосёловка
- Помазаны
- Дмитровка
- Трудовое
- Фурмановка
- Червоный Яр
- Шевченково